# 蓮見博昭
蓮見 博昭（はすみ ひろあき、1933年 - ）は、日本のジャーナリスト、国際政治学者、恵泉女学園大学名誉教授。
東京生まれ。兄は蓮見和男。1956年東京外国語大学ドイツ語科卒業後、時事通信社入社。ロサンゼルス、ニューヨーク、ハンブルク、ロンドン各特派員、解説委員、出版局長などを務める。1989年恵泉女学園大学英米文化学科教授（アメリカ政治担当）、2004年定年、名誉教授。

## 著書
- 『宗教に揺れるアメリカ 民主政治の背後にあるもの』日本評論社 2002
- 『9・11以後のアメリカ政治と宗教』恵泉女学園大学平和文化研究所編 梨の木舎 シリーズ平和をつくる 2004
- 『宗教に揺れる国際関係 米国キリスト教の功と罪』日本評論社 2008
- 『オバマのアメリカはどこへ行く』恵泉女学園大学平和文化研究所編 梨の木舎 シリーズ平和をつくる 2009
- 『アメリカに女性大統領は誕生するか』日本評論社 2015

### 共編著
- 『世界平和とキリスト教の功罪 過去と現在から未来を考える 恵泉女学園大学大学院国際シンポジウム』荒井献監修 笹尾典代共編 現代人文社 2004
- 『自由主義はどこへ行く 米英政治経済からの再考』坂井誠共著 彩流社 2006

### 翻訳
- キルシュバウム『キリスト教女性観 真の女性』蓮見和男共訳 新教出版社 1956
- M.L.キング『汝の敵を愛せよ』新教出版社 1965
- ジョージ&ジョーン・メローン『剣が峰のアメリカ経済』監訳 時事通信社 1979
- ヘドリック・スミス『パワー・ゲーム 変貌するアメリカ政治』監訳 時事通信社 1990

## 論文
- <蓮見博昭